# 托夫斯塔 (戈羅季謝區)
49°8′46″N 31°15′6″E / 49.14611°N 31.25167°E
托夫斯塔（烏克蘭語：Товста）是位於烏克蘭中部的村莊，由切爾卡瑟州裡茲韋尼霍羅德卡區的維利沙納市鎮負責管轄。該村始建於1773年，面積4.66平方公里，海拔高度191米，2009年人口778，人口密度每平方公里167.1人。